# Porcellio laticauda
Porcellio laticauda är en kräftdjursart som beskrevs av Gustav Budde-Lund1913. Porcellio laticauda ingår i släktet Porcellio och familjen Porcellionidae. Inga underarter finns listade i Catalogue of Life.